# Philothamnus carinatus
Philothamnus carinatus là một loài rắn trong họ Rắn nước. Loài này được Andersson mô tả khoa học đầu tiên năm 1901.